# Handicap asiatic
Handicapul asiatic este un termen cu origini asiatice folosit în pariurile sportive.
Termenul a apărut în jurul anului 1998, ca echivalent al pariului „Hang Cheng” folosit de casele de pariuri din Asia.
Prin folosirea acestui tip de pariu se elimină orice posibilitate de „pierdere” a pariului în cazul unui eveniment care are ca rezultat final „egalitate”. La fel, se poate câștiga un pariu chiar dacă echipa favoritǎ pierde partida pe teren, prin alegerea unei „linii” adecvate.
Din punct de vedere matematic, șansele de reușită ale pariorilor sunt aceleași ca și în cazul pariurilor 1 x 2. Casele de pariuri modifică cotele ofertelor de handicap asiatic (prin scăderea cotei pentru echipa favorită și creșterea cotei pentru echipa adversă) mult mai frecvent decât în cazul cotelor fixe.
La modul ideal se urmărește atingerea unei situații de tipul ori-ori cu 50%-50% șanse de câștig. În realitate se va plăti și comisionul casei de pariuri, care de obicei este undeva la 5%-20%.
De foarte multe ori cota la handicap asiatic este mai mare decât cea oferită la pariul „three way” echivalent, spre ex. 1 (HA -0.5) și 1. Aceasta se datorează fineții mai mare cu care casele de pariuri își pot ajusta marja de profit în cazul handicapului asiatic.